# Proceroplatus belluus
Proceroplatus belluus är en tvåvingeart som beskrevs av Loïc Matile 1997. Proceroplatus belluus ingår i släktet Proceroplatus och familjen platthornsmyggor. Inga underarter finns listade i Catalogue of Life.